# Zdzisław Czarnecki (filozof)
Zdzisław Jerzy Czarnecki (ur. 14 sierpnia 1934 we Lwowie) – polski filozof, profesor nauk humanistycznych, nauczyciel akademicki Uniwersytetu Marii Curie-Skłodowskiej w Lublinie, alpinista.

## Życiorys
W 1957 ukończył w UMCS studia filozoficzne. W 1961 został zatrudniony w Katedrze Filozofii na macierzystej uczelni. W 1965 uzyskał stopień naukowy doktora, w 1972 stopień doktora habilitowanego. W 1983 otrzymał tytuł profesora nauk humanistycznych. W latach 1974–2004 był kierownikiem Zakładu Historii Filozofii Nowożytnej UMCS. W latach 1996–1999 i 1999-2002 dziekanem Wydziału Filozofii i Socjologii UMCS. W 2004 przeszedł na emeryturę.
Był wykładowcą i rektorem Wyższej Szkoły Przedsiębiorczości i Administracji w Lublinie.
Opublikował m.in.:
- Filozoficzny rodowód marksistowskiej historii religii (Państwowe Wydawnictwo Naukowe, 1971)
- Przyszłość i historia. Studia nad historyzmem i ideą prospekcji dziejowej w historii filozofii (Wydawnictwo Lubelskie, 1981)
- Poznanie – umysł – kultura (Wydawnictwo Lubelskie, 1982)
- Świat, człowiek i wartości. Wybór tekstów filozoficznych dla szkół średnich (oprac., Wydawnictwa Szkolne i Pedagogiczne, 1988)
- Człowiek i wartości moralne (współautor: Stanisław Soldenhoff, Wydawnictwo Lubelskie, 1989)

Wypromował ponad 20 doktorów.
Był czynnym alpinistą.